# Illes de Sotavent (de la Societat)
Les illes de Sotavent (en francès Îles Sous-le-Vent; en tahitià te fenua Raro Mata’i mā) és l'arxipèlag occidental de les illes de la Societat, situat entre 200 i 600 km a l'oest de Tahití. Administrativament forma la subdivisió de les illes de Sotavent (subdivision administrative des Îles Sous-le-Vent), una de les cinc subdivisions de la Polinèsia Francesa. A més, és una circumscripció electoral per a l'Assemblea de la Polinèsia Francesa.

## Geografia
L'arxipèlag consta de cinc illes i quatre atols organitzats en set comunes. D'est a oest són:
- Huahine, constituïda en comuna.
- Raiatea, dividida en 3 comunes, amb Uturoa la capital.
- Tahaa, constituïda en comuna.
- Bora Bora, constituïda en comuna.
- Tupai (Motu Iti), atol depenent de Bora Bora.
- Maupiti, constituïda en comuna.
- Maupihaa (Mopelia), atol depenent de Maupiti.
- Motu One (Bellinghausen), atol depenent de l'administració territorial.
- Manuae (Scilly), atol depenent de l'administració territorial.

A banda dels atols, més petits, les illes són muntanyoses d'origen volcànic. Estan formades de traquita, diabasa i basalt. Els volcans fa temps que no són actius i els cràters estan molt erosionats, formant profundes valls. Al voltant tenen uns esculls de corall, tancant una llacuna salada i que protegeixen la costa fèrtil. La superfície total de terres emergides és de quasi 400 km².
La vegetació inclou arbre del pa, pandanàcies i cocoters. La fauna terrestre es limita a porcs salvatges, rates i sargantanes. En canvi, la pesca és abundant i variada als esculls de corall.
La població total era de 36.007 habitants al cens del 2022, un 13% de la Polinèsia Francesa. Les activitats principals són l'agricultura i la pesca, i la producció de copra, sucre, rom, nacre i vainilla. El turisme és important per l'economia de Bora Bora i es comença a desenvolupar a Huahine.

## Història
Antigament les illes eren un important centre polític i religiós des d'on es van colonitzar altres illes de la Polinèsia. Els grans cap de Tahití tenien les seves arrels en aquestes illes. Raiatea era el centre religiós amb un temple que era la referència per les altres illes. Bora Bora, amb una població molt guerrera, exercia una gran influència política.
El primer europeu a visitar-les va ser l'holandès Jacob Roggeveen, el 1722, però no s'hi va aturar. Va ser l'anglès James Cook qui va explorar les illes més grans, en diverses ocasions entre 1769 i 1779, i les va anomenar Society Isles. Va explicar que el nom era degut al fet que les illes són contigües, però es va interpretar que era en honor de la Royal Society de Londres que finançava l'expedició. Més tard el nom es va estendre a tot l'arxipèlag.
Després de constituir-se, el 1880, la colònia francesa a les illes del Vent, les illes de Sotavent es van resistir a integrar-se, geloses de la seva independència. Entre el 1889 i 1897 es va produir una llarga situació d'insurrecció en l'anomenada guerra de les illes de Sotavent.